# Hederorkis
Hederorkis là một chi thực vật có hoa trong họ, Orchidaceae.

## Các loài
- Hederorkis scandens Thouars (1822)
- Hederorkis seychellensis Bosser (1976)